# Saujil
Saujil é um município da Argentina, localizada no departamento de Pomán, província de Catamarca.